# Mariola Ślusarczyk
Mariola Ślusarczyk (ur. 4 stycznia 1990) – polska biegaczka średnio- i długodystansowa.
Zawodniczka UKS WiR Łopuszno (2005–2013) ; UKS Victoria Józefów (2014-2016) i UKS Barnim Goleniów (od 2017). Mistrzyni Polski w biegu przełajowym na 4 km (2014). Trzykrotna brązowa medalistka Mistrzostw Polski Seniorów w biegu na 3000 m z przeszkodami (2015, 2016, 2017). 
Rekordy życiowe: 1500 metrów - 4:23,48 (2016), 3000 metrów z przeszkodami - 9:57,28 (2017).